# Tournoi de tennis de Bois-le-Duc
Le tournoi de Bois-le-Duc, également appelé tournoi de ’s-Hertogenbosch (en référence au nom néerlandais de la ville) ou encore tournoi de Rosmalen (du nom de la localité précise où il est disputé), est un tournoi de tennis des circuits masculin (ATP World Tour) et féminin (WTA Tour), qui se déroule aux Pays-Bas.
L'épreuve se joue chaque année en juin sur gazon, en extérieur et sert de préparation avant Wimbledon.
Chez les dames, la Thaïlandaise Tamarine Tanasugarn, la Belge Justine Henin et l'américaine Coco Vandeweghe sont les trois joueuses à s'être imposées deux fois dans la compétition en simple. Chez les messieurs, c'est l'Australien Patrick Rafter avec trois trophées consécutifs décrochés de 1998 à 2000 et le Français Nicolas Mahut avec trois titres en 2013, 2015 et 2016 qui détiennent le record. En double messieurs, les Tchèques Martin Damm et Cyril Suk ont gagné cinq titres dans les années 2000, dont quatre conquis ensemble. En double dames, seules l'Italienne Sara Errani et l'Espagnole Anabel Medina ont réussi à remporter deux fois le titre, chacune séparément et avec deux partenaires différentes.

## Palmarès dames

### Simple
| No | Date       | Nom et lieu du tournoi                                | Catégorie                                             | Dotation                                              | Surface                                               | Vainqueure                                            | Finaliste                                             | Score                                                 |                                                       |
| -- | ---------- | ----------------------------------------------------- | ----------------------------------------------------- | ----------------------------------------------------- | ----------------------------------------------------- | ----------------------------------------------------- | ----------------------------------------------------- | ----------------------------------------------------- | ----------------------------------------------------- |
| 1  | 17-06-1996 | Wilkinson Lady Championships, Rosmalen                | Tier III                                              | 164 250 $                                             | Gazon (ext.)                                          | Anke Huber                                            | Helena Suková                                         | 6-4, 7-6                                              | Tableau                                               |
| 2  | 16-06-1997 | Heineken Trophy, Rosmalen                             | Tier III                                              | 164 250 $                                             | Gazon (ext.)                                          | Ruxandra Dragomir                                     | Miriam Oremans                                        | 5-7, 6-2, 6-4                                         | Tableau                                               |
| 3  | 15-06-1998 | Heineken Trophy, Rosmalen                             | Tier III                                              | 164 250 $                                             | Gazon (ext.)                                          | Julie Halard                                          | Miriam Oremans                                        | 6-3, 6-4                                              | Tableau                                               |
| 4  | 14-06-1999 | Heineken Trophy, Bois-le-Duc                          | Tier III                                              | 180 000 $                                             | Gazon (ext.)                                          | Kristina Brandi                                       | Silvija Talaja                                        | 6-0, 3-6, 6-1                                         | Tableau                                               |
| 5  | 19-06-2000 | Heineken Trophy, Bois-le-Duc                          | Tier III                                              | 170 000 $                                             | Gazon (ext.)                                          | Martina Hingis                                        | Ruxandra Dragomir                                     | 6-2, 3-0, ab.                                         | Tableau                                               |
| 6  | 18-06-2001 | Heineken Trophy, Bois-le-Duc                          | Tier III                                              | 170 000 $                                             | Gazon (ext.)                                          | Justine Henin                                         | Kim Clijsters                                         | 6-4, 3-6, 6-3                                         | Tableau                                               |
| 7  | 17-06-2002 | Ordina Open, Bois-le-Duc                              | Tier III                                              | 170 000 $                                             | Gazon (ext.)                                          | Eléni Daniilídou                                      | Elena Dementieva                                      | 3-6, 6-2, 6-3                                         | Tableau                                               |
| 8  | 16-06-2003 | Ordina Open, Bois-le-Duc                              | Tier III                                              | 170 000 $                                             | Gazon (ext.)                                          | Kim Clijsters                                         | Justine Henin Hardenne                                | 6-7, 3-0, ab.                                         | Tableau                                               |
| 9  | 14-06-2004 | Ordina Open, Bois-le-Duc                              | Tier III                                              | 170 000 $                                             | Gazon (ext.)                                          | Mary Pierce                                           | Klára Koukalová                                       | 7-6, 6-2                                              | Tableau                                               |
| 10 | 13-06-2005 | Ordina Open, Bois-le-Duc                              | Tier III                                              | 170 000 $                                             | Gazon (ext.)                                          | Klára Koukalová                                       | Lucie Šafářová                                        | 3-6, 6-2, 6-2                                         | Tableau                                               |
| 11 | 19-06-2006 | Ordina Open, Bois-le-Duc                              | Tier III                                              | 175 000 $                                             | Gazon (ext.)                                          | Michaëlla Krajicek                                    | Dinara Safina                                         | 6-3, 6-4                                              | Tableau                                               |
| 12 | 18-06-2007 | Ordina Open, Bois-le-Duc                              | Tier III                                              | 175 000 $                                             | Gazon (ext.)                                          | Anna Chakvetadze                                      | Jelena Janković                                       | 7-6, 3-6, 6-3                                         | Tableau                                               |
| 13 | 15-06-2008 | Ordina Open, Bois-le-Duc                              | Tier III                                              | 175 000 $                                             | Gazon (ext.)                                          | Tamarine Tanasugarn                                   | Dinara Safina                                         | 7-5, 6-3                                              | Tableau                                               |
| 14 | 15-06-2009 | Ordina Open, Bois-le-Duc                              | Intern'l                                              | 220 000 $                                             | Gazon (ext.)                                          | Tamarine Tanasugarn                                   | Yanina Wickmayer                                      | 6-3, 7-5                                              | Tableau                                               |
| 15 | 13-06-2010 | Unicef Open, Bois-le-Duc                              | Intern'l                                              | 220 000 $                                             | Gazon (ext.)                                          | Justine Henin                                         | Andrea Petkovic                                       | 3-6, 6-3, 6-4                                         | Tableau                                               |
| 16 | 13-06-2011 | Unicef Open, Bois-le-Duc                              | Intern'l                                              | 220 000 $                                             | Gazon (ext.)                                          | Roberta Vinci                                         | Jelena Dokić                                          | 6-77, 6-3, 7-5                                        | Tableau                                               |
| 17 | 18-06-2012 | Unicef Open, Bois-le-Duc                              | Intern'l                                              | 220 000 $                                             | Gazon (ext.)                                          | Nadia Petrova                                         | Urszula Radwańska                                     | 6-4, 6-3                                              | Tableau                                               |
| 18 | 16-06-2013 | Topshelf Open, Bois-le-Duc                            | Intern'l                                              | 235 000 $                                             | Gazon (ext.)                                          | Simona Halep                                          | Kirsten Flipkens                                      | 6-4, 6-2                                              | Tableau                                               |
| 19 | 15-06-2014 | Topshelf Open, Bois-le-Duc                            | Intern'l                                              | 226 750 $                                             | Gazon (ext.)                                          | Coco Vandeweghe                                       | Zheng Jie                                             | 6-2, 6-4                                              | Tableau                                               |
| 20 | 08-06-2015 | Topshelf Open, Bois-le-Duc                            | Intern'l                                              | 226 750 $                                             | Gazon (ext.)                                          | Camila Giorgi                                         | Belinda Bencic                                        | 7-5, 6-3                                              | Tableau                                               |
| 21 | 06-06-2016 | Ricoh Open, Bois-le-Duc                               | Intern'l                                              | 226 750 $                                             | Gazon (ext.)                                          | Coco Vandeweghe                                       | Kristina Mladenovic                                   | 7-5, 7-5                                              | Tableau                                               |
| 22 | 12-06-2017 | Ricoh Open, Bois-le-Duc                               | Intern'l                                              | 226 750 $                                             | Gazon (ext.)                                          | Anett Kontaveit                                       | Natalia Vikhlyantseva                                 | 6-2, 6-3                                              | Tableau                                               |
| 23 | 11-06-2018 | Libéma Open, Bois-le-Duc                              | Intern'l                                              | 226 750 $                                             | Gazon (ext.)                                          | Aleksandra Krunić                                     | Kirsten Flipkens                                      | 60-7, 7-5, 6-1                                        | Tableau                                               |
| 24 | 10-06-2019 | Libéma Open, Bois-le-Duc                              | Intern'l                                              | 226 750 € $                                           | Gazon (ext.)                                          | Alison Riske                                          | Kiki Bertens                                          | 0-6, 7-63, 7-5                                        | Tableau                                               |
|    | 2020-2021  | Tournois annulés en raison de la pandémie de Covid-19 | Tournois annulés en raison de la pandémie de Covid-19 | Tournois annulés en raison de la pandémie de Covid-19 | Tournois annulés en raison de la pandémie de Covid-19 | Tournois annulés en raison de la pandémie de Covid-19 | Tournois annulés en raison de la pandémie de Covid-19 | Tournois annulés en raison de la pandémie de Covid-19 | Tournois annulés en raison de la pandémie de Covid-19 |
| 25 | 06-06-2022 | Libéma Open, Bois-le-Duc                              | WTA 250                                               | 251 750 $                                             | Gazon (ext.)                                          | Ekaterina Alexandrova                                 | Aryna Sabalenka                                       | 7-5, 6-0                                              | Tableau                                               |
| 26 | 12-06-2023 | Libéma Open, Bois-le-Duc                              | WTA 250                                               | 259 303 $                                             | Gazon (ext.)                                          | Ekaterina Alexandrova                                 | Veronika Kudermetova                                  | 4-6, 6-4, 7-63                                        | Tableau                                               |
| 27 | 10-06-2024 | Libéma Open, Bois-le-Duc                              | WTA 250                                               | 267 082 $                                             | Gazon (ext.)                                          | Liudmila Samsonova                                    | Bianca Andreescu                                      | 4-6, 6-3, 7-5                                         | Tableau                                               |
| 28 | 09-06-2024 | Libéma Open, Bois-le-Duc                              | WTA 250                                               | 275 094 $                                             | Gazon (ext.)                                          | Elise Mertens                                         | Elena-Gabriela Ruse                                   | 6-3, 7-64                                             | Tableau                                               |

### Double
| No | Date       | Nom et lieu du tournoi                                | Catégorie                                             | Dotation                                              | Surface                                               | Vainqueures                                           | Finalistes                                            | Score                                                 |                                                       |
| -- | ---------- | ----------------------------------------------------- | ----------------------------------------------------- | ----------------------------------------------------- | ----------------------------------------------------- | ----------------------------------------------------- | ----------------------------------------------------- | ----------------------------------------------------- | ----------------------------------------------------- |
| 1  | 17-06-1996 | Wilkinson Lady Championships Rosmalen                 | Tier III                                              | 164 250 $                                             | Gazon (ext.)                                          | Larisa Neiland Brenda Schultz                         | Kristie Boogert Helena Suková                         | 6-4, 7-6                                              | Tableau                                               |
| 2  | 16-06-1997 | Heineken Trophy Rosmalen                              | Tier III                                              | 164 250 $                                             | Gazon (ext.)                                          | Eva Melicharová Helena Vildová                        | Karina Habšudová Florencia Labat                      | 6-3, 7-6                                              | Tableau                                               |
| 3  | 15-06-1998 | Heineken Trophy Rosmalen                              | Tier III                                              | 164 250 $                                             | Gazon (ext.)                                          | Sabine Appelmans Miriam Oremans                       | Cătălina Cristea Eva Melicharová                      | 6-7, 7-6, 7-6                                         | Tableau                                               |
| 4  | 14-06-1999 | Heineken Trophy Bois-le-Duc                           | Tier III                                              | 180 000 $                                             | Gazon (ext.)                                          | Silvia Farina Rita Grande                             | Cara Black Kristie Boogert                            | 7-5, 7-6                                              | Tableau                                               |
| 5  | 19-06-2000 | Heineken Trophy Bois-le-Duc                           | Tier III                                              | 170 000 $                                             | Gazon (ext.)                                          | Erika de Lone Nicole Pratt                            | Catherine Barclay Karina Habšudová                    | 7-6, 4-3, ab.                                         | Tableau                                               |
| 6  | 18-06-2001 | Heineken Trophy Bois-le-Duc                           | Tier III                                              | 170 000 $                                             | Gazon (ext.)                                          | Ruxandra Dragomir Nadia Petrova                       | Kim Clijsters Miriam Oremans                          | 7-65, 6-75, 6-4                                       | Tableau                                               |
| 7  | 17-06-2002 | Ordina Open Bois-le-Duc                               | Tier III                                              | 170 000 $                                             | Gazon (ext.)                                          | Catherine Barclay Martina Müller                      | Bianka Lamade Magdalena Maleeva                       | 6-4, 7-5                                              | Tableau                                               |
| 8  | 16-06-2003 | Ordina Open Bois-le-Duc                               | Tier III                                              | 170 000 $                                             | Gazon (ext.)                                          | Elena Dementieva Lina Krasnoroutskaïa                 | Nadia Petrova Mary Pierce                             | 2-6, 6-3, 6-4                                         | Tableau                                               |
| 9  | 14-06-2004 | Ordina Open Bois-le-Duc                               | Tier III                                              | 170 000 $                                             | Gazon (ext.)                                          | Lisa McShea Milagros Sequera                          | Jelena Kostanić Claudine Schaul                       | 7-6, 6-3                                              | Tableau                                               |
| 10 | 13-06-2005 | Ordina Open Bois-le-Duc                               | Tier III                                              | 170 000 $                                             | Gazon (ext.)                                          | Anabel Medina Dinara Safina                           | Iveta Benešová Nuria Llagostera Vives                 | 6-4, 2-6, 7-6                                         | Tableau                                               |
| 11 | 19-06-2006 | Ordina Open Bois-le-Duc                               | Tier III                                              | 175 000 $                                             | Gazon (ext.)                                          | Yan Zi Zheng Jie                                      | Ana Ivanović Maria Kirilenko                          | 3-6, 6-2, 6-2                                         | Tableau                                               |
| 12 | 18-06-2007 | Ordina Open Bois-le-Duc                               | Tier III                                              | 175 000 $                                             | Gazon (ext.)                                          | Chan Yung-Jan Chuang Chia-Jung                        | Anabel Medina Virginia Ruano Pascual                  | 7-5, 6-2                                              | Tableau                                               |
| 13 | 15-06-2008 | Ordina Open Bois-le-Duc                               | Tier III                                              | 175 000 $                                             | Gazon (ext.)                                          | Marina Erakovic Michaëlla Krajicek                    | Līga Dekmeijere Angelique Kerber                      | 6-3, 6-2                                              | Tableau                                               |
| 14 | 15-06-2009 | Ordina Open Bois-le-Duc                               | Intern'l                                              | 220 000 $                                             | Gazon (ext.)                                          | Sara Errani Flavia Pennetta                           | Michaëlla Krajicek Yanina Wickmayer                   | 6-4, 5-7, [13-11]                                     | Tableau                                               |
| 15 | 13-06-2010 | Unicef Open Bois-le-Duc                               | Intern'l                                              | 220 000 $                                             | Gazon (ext.)                                          | Alla Kudryavtseva Anastasia Rodionova                 | Vania King Yaroslava Shvedova                         | 3-6, 6-3, [10-6]                                      | Tableau                                               |
| 16 | 13-06-2011 | Unicef Open Bois-le-Duc                               | Intern'l                                              | 220 000 $                                             | Gazon (ext.)                                          | Barbora Z. Strýcová Klára Zakopalová                  | Dominika Cibulková Flavia Pennetta                    | 1-6, 6-4, [10-7]                                      | Tableau                                               |
| 17 | 18-06-2012 | Unicef Open Bois-le-Duc                               | Intern'l                                              | 220 000 $                                             | Gazon (ext.)                                          | Sara Errani Roberta Vinci                             | Maria Kirilenko Nadia Petrova                         | 6-4, 3-6, [11-9]                                      | Tableau                                               |
| 18 | 16-06-2013 | Topshelf Open Bois-le-Duc                             | Intern'l                                              | 235 000 $                                             | Gazon (ext.)                                          | Irina-Camelia Begu Anabel Medina                      | Dominika Cibulková Arantxa Parra Santonja             | 4-6, 7-63, [11-9]                                     | Tableau                                               |
| 19 | 15-06-2014 | Topshelf Open Bois-le-Duc                             | Intern'l                                              | 226 750 $                                             | Gazon (ext.)                                          | Marina Erakovic Arantxa Parra Santonja                | Michaëlla Krajicek Kristina Mladenovic                | 0-6, 7-65, [10-8]                                     | Tableau                                               |
| 20 | 08-06-2015 | Topshelf Open Bois-le-Duc                             | Intern'l                                              | 226 750 $                                             | Gazon (ext.)                                          | Asia Muhammad Laura Siegemund                         | Jelena Janković A. Pavlyuchenkova                     | 6-3, 7-5                                              | Tableau                                               |
| 21 | 06-06-2016 | Ricoh Open Bois-le-Duc                                | Intern'l                                              | 226 750 $                                             | Gazon (ext.)                                          | Oksana Kalashnikova Yaroslava Shvedova                | Xenia Knoll Aleksandra Krunić                         | 6-1, 6-1                                              | Tableau                                               |
| 22 | 12-06-2017 | Ricoh Open Bois-le-Duc                                | Intern'l                                              | 226 750 $                                             | Gazon (ext.)                                          | Dominika Cibulková Kirsten Flipkens                   | Kiki Bertens Demi Schuurs                             | 4-6, 6-4, [10-6]                                      | Tableau                                               |
| 23 | 11-06-2018 | Libéma Open Bois-le-Duc                               | Intern'l                                              | 226 750 $                                             | Gazon (ext.)                                          | Elise Mertens Demi Schuurs                            | Kiki Bertens Kirsten Flipkens                         | 3-3 ab.                                               | Tableau                                               |
| 24 | 10-06-2019 | Libéma Open Bois-le-Duc                               | Intern'l                                              | 226 750 $                                             | Gazon (ext.)                                          | Shuko Aoyama Aleksandra Krunić                        | Lesley Kerkhove Bibiane Schoofs                       | 7-5, 6-3                                              | Tableau                                               |
|    | 2020-2021  | Tournois annulés en raison de la pandémie de Covid-19 | Tournois annulés en raison de la pandémie de Covid-19 | Tournois annulés en raison de la pandémie de Covid-19 | Tournois annulés en raison de la pandémie de Covid-19 | Tournois annulés en raison de la pandémie de Covid-19 | Tournois annulés en raison de la pandémie de Covid-19 | Tournois annulés en raison de la pandémie de Covid-19 | Tournois annulés en raison de la pandémie de Covid-19 |
| 25 | 06-06-2022 | Libéma Open Bois-le-Duc                               | WTA 250                                               | 251 750 $                                             | Gazon (ext.)                                          | Ellen Perez Tamara Zidanšek                           | Veronika Kudermetova Elise Mertens                    | 6-3, 5-7, [12-10]                                     | Tableau                                               |
| 26 | 12-06-2023 | Libéma Open Bois-le-Duc                               | WTA 250                                               | 259 303 $                                             | Gazon (ext.)                                          | Shuko Aoyama Ena Shibahara                            | Viktória Hrunčáková Tereza Mihalíková                 | 6-3, 6-3                                              | Tableau                                               |
| 27 | 10-06-2024 | Libéma Open Bois-le-Duc                               | WTA 250                                               | 267 082 $                                             | Gazon (ext.)                                          | Ingrid Neel Bibiane Schoofs                           | Tereza Mihalíková Olivia Nicholls                     | 7-66, 6-3                                             | Tableau                                               |
| 28 | 09-06-2025 | Libema Open Bois-le-Duc                               | WTA 250                                               | 275 094 $                                             | Gazon (ext.)                                          | Irina Khromacheva Fanny Stollár                       | Nicole Melichar Liudmila Samsonova                    | 7-5, 6-3                                              | Tableau                                               |

## Palmarès messieurs

### Simple
| No | Date       | Nom et lieu du tournoi                                | Catégorie                                             | Dotation                                              | Surface                                               | Vainqueur                                             | Finaliste                                             | Score                                                 |                                                       |
| -- | ---------- | ----------------------------------------------------- | ----------------------------------------------------- | ----------------------------------------------------- | ----------------------------------------------------- | ----------------------------------------------------- | ----------------------------------------------------- | ----------------------------------------------------- | ----------------------------------------------------- |
| 1  | 11-06-1990 | Continental Grass Court Championships, Bois-le-Duc    | World Series                                          | 225 000 $                                             | Gazon (ext.)                                          | Amos Mansdorf                                         | Aleksandr Volkov                                      | 6-3, 7-6                                              |                                                       |
| 2  | 10-06-1991 | Continental Grass Court Championships, Bois-le-Duc    | World Series                                          | 225 000 $                                             | Gazon (ext.)                                          | Christian Saceanu                                     | Michiel Schapers                                      | 6-1, 3-6, 7-5                                         |                                                       |
| 3  | 08-06-1992 | Continental Grass Court Championships, Bois-le-Duc    | World Series                                          | 235 000 $                                             | Gazon (ext.)                                          | Michael Stich                                         | Jonathan Stark                                        | 6-4, 7-5                                              |                                                       |
| 4  | 07-06-1993 | Continental Grass Court Championships, Bois-le-Duc    | World Series                                          | 275 000 $                                             | Gazon (ext.)                                          | Arnaud Boetsch                                        | Wally Masur                                           | 3-6, 6-3, 6-3                                         |                                                       |
| 5  | 06-06-1994 | Continental Grass Court Championships, Bois-le-Duc    | World Series                                          | 288 750 $                                             | Gazon (ext.)                                          | Richard Krajicek                                      | Karsten Braasch                                       | 6-3, 6-4                                              |                                                       |
| 6  | 12-06-1995 | Continental Grass Court Championships, Bois-le-Duc    | World Series                                          | 303 000 $                                             | Gazon (ext.)                                          | Karol Kučera                                          | Anders Järryd                                         | 7-6, 7-6                                              |                                                       |
| 7  | 10-06-1996 | Continental Grass Court Championships, Bois-le-Duc    | World Series                                          | 475 000 $                                             | Gazon (ext.)                                          | Richey Reneberg                                       | Stéphane Simian                                       | 6-4, 6-0                                              |                                                       |
| 8  | 16-06-1997 | Heineken Trophy, Bois-le-Duc                          | World Series                                          | 475 000 $                                             | Gazon (ext.)                                          | Richard Krajicek                                      | Guillaume Raoux                                       | 6-4, 7-6                                              |                                                       |
| 9  | 15-06-1998 | Heineken Trophy, Bois-le-Duc                          | Int' Series                                           | 475 000 $                                             | Gazon (ext.)                                          | Patrick Rafter                                        | Martin Damm                                           | 7-6, 6-2                                              |                                                       |
| 10 | 14-06-1999 | Heineken Trophy, Bois-le-Duc                          | Int' Series                                           | 475 000 $                                             | Gazon (ext.)                                          | Patrick Rafter                                        | Andrei Pavel                                          | 3-6, 7-6, 6-4                                         |                                                       |
| 11 | 19-06-2000 | Heineken Trophy, Bois-le-Duc                          | Int' Series                                           | 375 000 $                                             | Gazon (ext.)                                          | Patrick Rafter                                        | Nicolas Escudé                                        | 6-1, 6-3                                              | Tableau                                               |
| 12 | 18-06-2001 | Heineken Trophy, Bois-le-Duc                          | Int' Series                                           | 375 000 $                                             | Gazon (ext.)                                          | Lleyton Hewitt                                        | Guillermo Cañas                                       | 6-3, 6-4                                              | Tableau                                               |
| 13 | 17-06-2002 | Ordina Open, Bois-le-Duc                              | Int' Series                                           | 356 000 $                                             | Gazon (ext.)                                          | Sjeng Schalken                                        | Arnaud Clément                                        | 3-6, 6-3, 6-2                                         | Tableau                                               |
| 14 | 16-06-2003 | Ordina Open, Bois-le-Duc                              | Int' Series                                           | 355 000 $                                             | Gazon (ext.)                                          | Sjeng Schalken                                        | Arnaud Clément                                        | 6-3, 6-4                                              | Tableau                                               |
| 15 | 14-06-2004 | Ordina Open, Bois-le-Duc                              | Int' Series                                           | 355 000 $                                             | Gazon (ext.)                                          | Michaël Llodra                                        | Guillermo Coria                                       | 6-3, 6-4                                              | Tableau                                               |
| 16 | 13-06-2005 | Ordina Open, Bois-le-Duc                              | Int' Series                                           | 355 000 $                                             | Gazon (ext.)                                          | Mario Ančić                                           | Michaël Llodra                                        | 7-5, 6-4                                              | Tableau                                               |
| 17 | 19-06-2006 | Ordina Open, Bois-le-Duc                              | Int' Series                                           | 355 000 $                                             | Gazon (ext.)                                          | Mario Ančić                                           | Jan Hernych                                           | 6-0, 5-7, 7-5                                         | Tableau                                               |
| 18 | 18-06-2007 | Ordina Open, Bois-le-Duc                              | Int' Series                                           | 391 000 $                                             | Gazon (ext.)                                          | Ivan Ljubičić                                         | Peter Wessels                                         | 7-65, 4-6, 7-64                                       | Tableau                                               |
| 19 | 16-06-2008 | Ordina Open, Bois-le-Duc                              | Int' Series                                           | 349 000 €                                             | Gazon (ext.)                                          | David Ferrer                                          | Marc Gicquel                                          | 6-4, 6-2                                              | Tableau                                               |
| 20 | 15-06-2009 | Ordina Open, Bois-le-Duc                              | ATP 250                                               | 398 250 €                                             | Gazon (ext.)                                          | Benjamin Becker                                       | Raemon Sluiter                                        | 7-5, 6-3                                              | Tableau                                               |
| 21 | 14-06-2010 | Unicef Open, Bois-le-Duc                              | ATP 250                                               | 398 250 €                                             | Gazon (ext.)                                          | Serhiy Stakhovsky                                     | Janko Tipsarević                                      | 6-3, 6-0                                              | Tableau                                               |
| 22 | 13-06-2011 | Unicef Open, Bois-le-Duc                              | ATP 250                                               | 398 250 €                                             | Gazon (ext.)                                          | Dmitri Toursounov                                     | Ivan Dodig                                            | 6-3, 6-2                                              | Tableau                                               |
| 23 | 18-06-2012 | Unicef Open, Bois-le-Duc                              | ATP 250                                               | 398 250 €                                             | Gazon (ext.)                                          | David Ferrer                                          | Philipp Petzschner                                    | 6-3, 6-4                                              | Tableau                                               |
| 24 | 17-06-2013 | Topshelf Open, Bois-le-Duc                            | ATP 250                                               | 410 200 €                                             | Gazon (ext.)                                          | Nicolas Mahut                                         | Stanislas Wawrinka                                    | 6-3, 6-4                                              | Tableau                                               |
| 25 | 16-06-2014 | Topshelf Open, Bois-le-Duc                            | ATP 250                                               | 426 605 €                                             | Gazon (ext.)                                          | Roberto Bautista-Agut                                 | Benjamin Becker                                       | 2-6, 7-62, 6-4                                        | Tableau                                               |
| 26 | 08-06-2015 | Topshelf Open, Bois-le-Duc                            | ATP 250                                               | 537 050 €                                             | Gazon (ext.)                                          | Nicolas Mahut                                         | David Goffin                                          | 7-61, 6-1                                             | Tableau                                               |
| 27 | 06-06-2016 | Ricoh Open, Bois-le-Duc                               | ATP 250                                               | 566 525 €                                             | Gazon (ext.)                                          | Nicolas Mahut                                         | Gilles Müller                                         | 6-4, 6-4                                              | Tableau                                               |
| 28 | 12-06-2017 | Ricoh Open, Bois-le-Duc                               | ATP 250                                               | 589 185 €                                             | Gazon (ext.)                                          | Gilles Müller                                         | Ivo Karlović                                          | 7-65, 7-64                                            | Tableau                                               |
| 29 | 11-06-2018 | Libéma Open, Bois-le-Duc                              | ATP 250                                               | 612 755 €                                             | Gazon (ext.)                                          | Richard Gasquet                                       | Jérémy Chardy                                         | 6-3, 7-65                                             | Tableau                                               |
| 30 | 10-06-2019 | Libéma Open, Bois-le-Duc                              | ATP 250                                               | 635 750 €                                             | Gazon (ext.)                                          | Adrian Mannarino                                      | Jordan Thompson                                       | 7-67, 6-3                                             | Tableau                                               |
|    | 2020-2021  | Tournois annulés en raison de la pandémie de Covid-19 | Tournois annulés en raison de la pandémie de Covid-19 | Tournois annulés en raison de la pandémie de Covid-19 | Tournois annulés en raison de la pandémie de Covid-19 | Tournois annulés en raison de la pandémie de Covid-19 | Tournois annulés en raison de la pandémie de Covid-19 | Tournois annulés en raison de la pandémie de Covid-19 | Tournois annulés en raison de la pandémie de Covid-19 |
| 31 | 06-06-2022 | Libéma Open, Bois-le-Duc                              | ATP 250                                               | 648 130 €                                             | Gazon (ext.)                                          | Tim van Rijthoven                                     | Daniil Medvedev                                       | 6-4, 6-1                                              | Tableau                                               |
| 32 | 12-06-2023 | Libéma Open, Bois-le-Duc                              | ATP 250                                               | 673 630 €                                             | Gazon (ext.)                                          | Tallon Griekspoor                                     | Jordan Thompson                                       | 64-7, 7-63, 6-3                                       | Tableau                                               |
| 33 | 10-06-2024 | Libéma Open, Bois-le-Duc                              | ATP 250                                               | 690 135 €                                             | Gazon (ext.)                                          | Alex de Minaur                                        | Sebastian Korda                                       | 6-2, 6-4                                              | Tableau                                               |

### Double
| No | Date       | Nom et lieu du tournoi                                | Catégorie                                             | Dotation                                              | Surface                                               | Vainqueurs                                            | Finalistes                                            | Score                                                 |                                                       |
| -- | ---------- | ----------------------------------------------------- | ----------------------------------------------------- | ----------------------------------------------------- | ----------------------------------------------------- | ----------------------------------------------------- | ----------------------------------------------------- | ----------------------------------------------------- | ----------------------------------------------------- |
| 1  | 11-06-1990 | Continental Grass Court Championships, Bois-le-Duc    | World Series                                          | 225 000 $                                             | Gazon (ext.)                                          | Jakob Hlasek Michael Stich                            | Jim Grabb Patrick McEnroe                             | 7-6, 6-3                                              |                                                       |
| 2  | 10-06-1991 | Continental Grass Court Championships, Bois-le-Duc    | World Series                                          | 225 000 $                                             | Gazon (ext.)                                          | Hendrik Jan Davids Paul Haarhuis                      | Richard Krajicek Jan Siemerink                        | 6-3, 7-6                                              |                                                       |
| 3  | 08-06-1992 | Continental Grass Court Championships, Bois-le-Duc    | World Series                                          | 235 000 $                                             | Gazon (ext.)                                          | Jim Grabb Richey Reneberg                             | John McEnroe Michael Stich                            | 6-4, 6-7, 6-4                                         |                                                       |
| 4  | 07-06-1993 | Continental Grass Court Championships, Bois-le-Duc    | World Series                                          | 275 000 $                                             | Gazon (ext.)                                          | Patrick McEnroe Jonathan Stark                        | David Adams Andreï Olhovskiy                          | 7-6, 1-6, 6-4                                         |                                                       |
| 5  | 06-06-1994 | Continental Grass Court Championships, Bois-le-Duc    | World Series                                          | 288 750 $                                             | Gazon (ext.)                                          | Stephen Noteboom Fernon Wibier                        | Diego Nargiso Peter Nyborg                            | 6-3, 1-6, 7-6                                         |                                                       |
| 6  | 12-06-1995 | Continental Grass Court Championships, Bois-le-Duc    | World Series                                          | 303 000 $                                             | Gazon (ext.)                                          | Richard Krajicek Jan Siemerink                        | Hendrik Jan Davids Andreï Olhovskiy                   | 7-5, 6-3                                              |                                                       |
| 7  | 10-06-1996 | Continental Grass Court Championships, Bois-le-Duc    | World Series                                          | 475 000 $                                             | Gazon (ext.)                                          | Paul Kilderry Pavel Vízner                            | Anders Järryd Daniel Nestor                           | 7-5, 6-3                                              |                                                       |
| 8  | 16-06-1997 | Heineken Trophy, Bois-le-Duc                          | World Series                                          | 475 000 $                                             | Gazon (ext.)                                          | Jacco Eltingh Paul Haarhuis                           | Trevor Kronemann David Macpherson                     | 6-4, 7-5                                              |                                                       |
| 9  | 15-06-1998 | Heineken Trophy, Bois-le-Duc                          | Int' Series                                           | 475 000 $                                             | Gazon (ext.)                                          | Guillaume Raoux Jan Siemerink                         | Joshua Eagle Andrew Florent                           | 6-3, 3-6, 6-1                                         |                                                       |
| 10 | 14-06-1999 | Heineken Trophy, Bois-le-Duc                          | Int' Series                                           | 475 000 $                                             | Gazon (ext.)                                          | Leander Paes Jan Siemerink                            | Ellis Ferreira David Rikl                             | Finale non jouée Aucun vainqueur                      |                                                       |
| 11 | 19-06-2000 | Heineken Trophy, Bois-le-Duc                          | Int' Series                                           | 375 000 $                                             | Gazon (ext.)                                          | Martin Damm Cyril Suk                                 | Paul Haarhuis Sandon Stolle                           | 6-4, 65-7, 7-65                                       | Tableau                                               |
| 12 | 18-06-2001 | Heineken Trophy, Bois-le-Duc                          | Int' Series                                           | 375 000 $                                             | Gazon (ext.)                                          | Paul Haarhuis Sjeng Schalken                          | Martin Damm Cyril Suk                                 | 6-4, 6-4                                              | Tableau                                               |
| 13 | 17-06-2002 | Ordina Open, Bois-le-Duc                              | Int' Series                                           | 356 000 $                                             | Gazon (ext.)                                          | Martin Damm Cyril Suk                                 | Paul Haarhuis Brian MacPhie                           | 7-66, 66-7, 6-4                                       | Tableau                                               |
| 14 | 16-06-2003 | Ordina Open, Bois-le-Duc                              | Int' Series                                           | 355 000 $                                             | Gazon (ext.)                                          | Martin Damm Cyril Suk                                 | Donald Johnson Leander Paes                           | 7-5, 7-64                                             | Tableau                                               |
| 15 | 14-06-2004 | Ordina Open, Bois-le-Duc                              | Int' Series                                           | 355 000 $                                             | Gazon (ext.)                                          | Martin Damm Cyril Suk                                 | Lars Burgsmüller Jan Vacek                            | 6-3, 67-7, 6-3                                        | Tableau                                               |
| 16 | 13-06-2005 | Ordina Open, Bois-le-Duc                              | Int' Series                                           | 355 000 $                                             | Gazon (ext.)                                          | Cyril Suk Pavel Vízner                                | Tomáš Cibulec Leoš Friedl                             | 6-3, 6-4                                              | Tableau                                               |
| 17 | 19-06-2006 | Ordina Open, Bois-le-Duc                              | Int' Series                                           | 355 000 $                                             | Gazon (ext.)                                          | Martin Damm Leander Paes                              | Arnaud Clément Chris Haggard                          | 6-1, 7-63                                             | Tableau                                               |
| 18 | 18-06-2007 | Ordina Open, Bois-le-Duc                              | Int' Series                                           | 391 000 $                                             | Gazon (ext.)                                          | Jeff Coetzee Rogier Wassen                            | Martin Damm Leander Paes                              | 3-6, 7-65, [12-10]                                    | Tableau                                               |
| 19 | 16-06-2008 | Ordina Open, Bois-le-Duc                              | Int' Series                                           | 349 000 €                                             | Gazon (ext.)                                          | Mario Ančić Jürgen Melzer                             | Mahesh Bhupathi Leander Paes                          | 7-65, 6-3                                             | Tableau                                               |
| 20 | 15-06-2009 | Ordina Open, Bois-le-Duc                              | ATP 250                                               | 398 250 €                                             | Gazon (ext.)                                          | Wesley Moodie Dick Norman                             | Johan Brunström Jean-Julien Rojer                     | 7-63, 68-7, [10-5]                                    | Tableau                                               |
| 21 | 14-06-2010 | Unicef Open, Bois-le-Duc                              | ATP 250                                               | 398 250 €                                             | Gazon (ext.)                                          | Robert Lindstedt Horia Tecău                          | Lukáš Dlouhý Leander Paes                             | 1-6, 7-5, [10-7]                                      | Tableau                                               |
| 22 | 13-06-2011 | Unicef Open, Bois-le-Duc                              | ATP 250                                               | 398 250 €                                             | Gazon (ext.)                                          | Daniele Bracciali František Čermák                    | Robert Lindstedt Horia Tecău                          | 6-3, 2-6, [10-8]                                      | Tableau                                               |
| 23 | 18-06-2012 | Unicef Open, Bois-le-Duc                              | ATP 250                                               | 398 250 €                                             | Gazon (ext.)                                          | Robert Lindstedt Horia Tecău                          | Juan Sebastián Cabal Dmitri Toursounov                | 6-3, 7-61                                             | Tableau                                               |
| 24 | 17-06-2013 | Topshelf Open, Bois-le-Duc                            | ATP 250                                               | 410 200 €                                             | Gazon (ext.)                                          | Max Mirnyi Horia Tecău                                | Andre Begemann Martin Emmrich                         | 6-3, 7-64                                             | Tableau                                               |
| 25 | 16-06-2014 | Topshelf Open, Bois-le-Duc                            | ATP 250                                               | 426 605 €                                             | Gazon (ext.)                                          | Jean-Julien Rojer Horia Tecău                         | Santiago González Scott Lipsky                        | 6-3, 7-63                                             | Tableau                                               |
| 26 | 08-06-2015 | Topshelf Open, Bois-le-Duc                            | ATP 250                                               | 537 050 €                                             | Gazon (ext.)                                          | Ivo Karlović Łukasz Kubot                             | Pierre-Hugues Herbert Nicolas Mahut                   | 6-2, 7-69                                             | Tableau                                               |
| 27 | 06-06-2016 | Ricoh Open, Bois-le-Duc                               | ATP 250                                               | 566 525 €                                             | Gazon (ext.)                                          | Mate Pavić Michael Venus                              | Dominic Inglot Raven Klaasen                          | 3-6, 6-3, [11-9]                                      | Tableau                                               |
| 28 | 12-06-2017 | Ricoh Open, Bois-le-Duc                               | ATP 250                                               | 589 185 €                                             | Gazon (ext.)                                          | Łukasz Kubot Marcelo Melo                             | Raven Klaasen Rajeev Ram                              | 6-3, 6-4                                              | Tableau                                               |
| 29 | 11-06-2018 | Libéma Open, Bois-le-Duc                              | ATP 250                                               | 612 755 €                                             | Gazon (ext.)                                          | Dominic Inglot Franko Škugor                          | Raven Klaasen Michael Venus                           | 7-63, 7-5                                             | Tableau                                               |
| 30 | 10-06-2019 | Libéma Open, Bois-le-Duc                              | ATP 250                                               | 635 750 €                                             | Gazon (ext.)                                          | Dominic Inglot Austin Krajicek                        | Marcus Daniell Wesley Koolhof                         | 6-4, 4-6, [10-4]                                      | Tableau                                               |
|    | 2020-2021  | Tournois annulés en raison de la pandémie de Covid-19 | Tournois annulés en raison de la pandémie de Covid-19 | Tournois annulés en raison de la pandémie de Covid-19 | Tournois annulés en raison de la pandémie de Covid-19 | Tournois annulés en raison de la pandémie de Covid-19 | Tournois annulés en raison de la pandémie de Covid-19 | Tournois annulés en raison de la pandémie de Covid-19 | Tournois annulés en raison de la pandémie de Covid-19 |
| 31 | 06-06-2022 | Libéma Open, Bois-le-Duc                              | ATP 250                                               | 648 130 €                                             | Gazon (ext.)                                          | Wesley Koolhof Neal Skupski                           | Matthew Ebden Max Purcell                             | 4-6, 7-5, [10-6]                                      | Tableau                                               |
| 32 | 12-06-2023 | Libéma Open, Bois-le-Duc                              | ATP 250                                               | 673 630 €                                             | Gazon (ext.)                                          | Wesley Koolhof Neal Skupski                           | Gonzalo Escobar Aleksandr Nedovyesov                  | 7-61, 6-2                                             | Tableau                                               |
| 33 | 10-06-2024 | Libéma Open, Bois-le-Duc                              | ATP 250                                               | 690 135 €                                             | Gazon (ext.)                                          | Nathaniel Lammons Jackson Withrow                     | Wesley Koolhof Nikola Mektić                          | 7-65, 7-63                                            | Tableau                                               |